# Daniel Berger (Schauspieler)
Daniel Berger (* 14. Februar 1965 in Köln) ist ein deutscher Schauspieler.

## Leben
Daniel Berger besuchte von 1985 bis 1989 die Schauspielschule in Bochum und hatte bereits damals erste Auftritte bei den Ruhrfestspielen und dem Schauspiel Frankfurt. Nach seiner Ausbildung spielte er sieben Jahre lang als festes Ensemblemitglied am Düsseldorfer Schauspielhaus. Danach wurde er freier Schauspieler und übernahm auch an zahlreichen anderen Theatern, beispielsweise in Koblenz und Essen, verschiedenste Rollen.
Parallel dazu baute sich Berger eine Karriere als Film- und Fernsehschauspieler auf. Das erste Mal stand er 1991 in dem Kinofilm Gossenkind vor der Kamera. Im gleichen Jahr noch bekam er seine erste Hauptrolle – die des Clemens Niebisch in Nordkurve. Es folgten mehrere Auftritte in Kino- und Kurzfilmen sowie in diversen TV-Serien. Daneben nahm er an Hörspielproduktionen teil und übernahm Einsätze als Sprecher in Fernsehen und Rundfunk.
Von 2005 bis 2009 arbeitete Berger als Dozent an der Folkwang Universität der Künste im Fach Rollenstudium in den Fachbereichen Musical und Schauspiel.
Seit 2011 trat Berger in mehreren Musicals unter der Regie von Gil Mehmert auf, unter anderem als Sheldrake im Sunset Boulevard (2011 bei den Bad Hersfelder Festspielen, 2016 am Theater Dortmund, 2017 am Theater Bonn), in diversen Rollen in The Full Monty (2011 in Dortmund) und als Lieutenant Schrank in West Side Story (2018 in Dortmund). Am Theater Bonn war er 2018 auch im Musical Kiss Me, Kate in der Rolle des Harrison Howell zu sehen.

## Filmografie (Auswahl)
- 1991: Gossenkind
- 1991: Nordkurve
- 1995: Und tschüss! (Fernsehserie)
- 1998: Sheriffs
- 2000: Der Clown (Fernsehserie, Folge: Hetztjagd)
- 2002: Nachts im Park
- 2003: Speed Dating
- 2003: Aus der Tiefe des Raumes
- 2006: Corporate Identity
- 2007: Parallelparty
- 2008: Annas kleine Welt (Kurzfilm)
- 2010: Ruhm
- 2011: Waldeslust (Kurzfilm)
- 2012: Paradies (Kurzfilm)
- 2014: Mystery Online (Kurzfilm)
- 2016: Alarm für Cobra 11 – Die Autobahnpolizei (Fernsehserie, 1 Folge)

## Hörspiele und Feature
- 1999: Ken Follett: Die Säulen der Erde – Regie: Leonhard Koppelmann (Hörspiel (9 Teile) – WDR)
- 2002: Samuel Shem: House of God (Potts) – Regie: Norbert Schaeffer (Hörspiel – MDR)
- 2007: Johanna Olausson: LUKS – Regie: Susanne Krings (Hörspiel – WDR)
- 2013: Christine Grän/Eva Karnofsky: Quitos Töchter – Regie: Jörg Schlüter (Hörspiel – WDR)
- 2014: Joachim Büthe: Optimieren und Zurichten (Mit Philipp Schönthaler durch die Wirtschaftswelt) – Regie: Axel Pleuser (Feature – WDR)
- 2014: Philip Stegers: Die Siedlung – Regie: Benjamin Quabeck (Kriminalhörspiel – WDR)